# 坂戸城の戦い
坂戸城の戦い（さかとじょうのたたかい）は、坂戸城主長尾政景と長尾景虎（上杉謙信）との間で天文19年（1550年）12月から同年（1551年）8月にかけての越後国坂戸城での戦い。

## 発端
発端は、天文15年（1546年）2月に遡る。黒滝城主黒田秀忠が2度目の反旗を翻した時、長尾景虎が病弱で総統力がなかった兄の長尾晴景に代わり、黒田秀忠討伐を行ったことにより、景虎（謙信）の武名が高まったことによる。それに比べ、守護代である兄の晴景の評判は落ちるばかりだった。
そんな時、景虎の叔父高梨政頼（中野小館城主）や中条藤資、母の虎御前の実家である（栖吉）の長尾景信らが、景虎（謙信）を守護代に就任させようと動き始める。
それに対抗したのが、晴景の義弟だった政景だった。政景は、晴景方につき、蒲原郡奥山荘黒川城（胎内市）の黒川清実らの援助を受け、景虎打倒を決意した。しかし、景虎と、晴景の2人の兄弟争いは、越後国守護である上杉定実が和議の調停をかって出たため、終息。天文17年（1548年）12月30日、景虎と晴景は「父子の義」を結び、晴景は隠居した。代わって19歳の景虎が新しい守護代、春日山城城主となり、家督を相続した。
なお、近年になって黒田秀忠が天文16年（1547年）7月時点で健在であったことを示す史料（高野山清浄心院『越後過去名簿』）が発見されたことで、秀忠が反旗を翻したのは景虎と晴景の対立の時であるとする説が有力になっている。その説を採用すると、景虎と敵対した黒田秀忠は晴景方であったと考えられ、長尾政景と連携していた可能性も浮上することになる。少なくても、天文18年（1549年）6月の時点で政景と景虎が対立状態にあることが確認できるが、この頃には北条氏康に攻められた関東管領上杉憲政からの救援要請が定実・景虎にあったらしく、政景との衝突は回避されたと考えられている（ただし、定実の病気によって関東出兵は行われなかった）。

## 政景の謀反
政景は、景虎の守護代就任と家督相続を快く思っていなかった。晴景に味方したことに加え、景虎の母の実家である古志長尾家の勢力拡大なども原因と考えられる。そんな中、天文19年（1550年）2月26日に上杉定実が死去する。直後の28日、景虎は時の将軍である足利義輝から白傘袋と毛氈の鞍覆の使用を許される。実質的な国主大名の待遇である。同年12月28日政景は坂戸城に籠り、謀反を起こす。景虎は、会津の黒川城主（会津若松市）の蘆名盛氏が政景に加担することを恐れて、ただちに蘆名氏の臣松本右京亮に政景謀反を伝え、先手を取った。

## 坂戸城攻撃
天文20年（1551年）1月、景虎は政景方の発智長芳の居城の板木城（魚沼市）を攻撃した。その後、再び長芳の居城を攻撃するが、落城するまでにはいたらなかった。
景虎は8月1日を坂戸城総攻撃の日と決め、平子に通告した。景虎勢の襲撃を知った長尾房長・政景父子は誓詞を送り、和平を申し出る。

## 戦いの影響
景虎は政景を許さぬつもりであったが、姉の夫であり、老臣たちの必死の助命嘆願もあって、政景を許した。その後、政景は景虎の重臣となり活躍した。政景を臣下としたことで、一族争いに終止符を打ち、わずか22歳で名実ともに越後国を統一したのであった。